# Kasuku (Kindu)
Pour les articles homonymes, voir Kasuku.
Kasuku est une commune de l'ouest de la ville de Kindu en république démocratique du Congo. Elle fut le quartier européen de la ville à l'époque du Congo belge, située en rive gauche du fleuve Congo.
Cette commune abrite également le centre ville, le Gouvernorat et même la résidence du Gouverneur.